# (12478) Suzukiseiji
(12478) Suzukiseiji est un astéroïde de la ceinture principale.

## Description
(12478) Suzukiseiji est un astéroïde de la ceinture principale. Il fut découvert le 7 mars 1997 à Nanyo par Tomimaru Okuni. Il présente une orbite caractérisée par un demi-grand axe de 2,35 UA, une excentricité de 0,16 et une inclinaison de 2,8° par rapport à l'écliptique.

## Compléments